# Progress Wrestling
La Progress Wrestling (PROGRESS) è una federazione di wrestling britannica fondata da Jim Smallman e da Jon Briley, affiancati in seguito da Glen Joseph, nel 2011.

## Storia
Nel 2011 il comico Jim Smallman e il suo agente Jon Briley decisero, in quanto fan di wrestling (in particolare dello strong style), di organizzare uno show di wrestling a Londra concentrato soprattutto sul promuovere giovani talenti del Regno Unito.  Nel 2015 la Progress è apparsa per 5 sere consecutive al Download Festival e da lì iniziarono degli spettacoli regolari al Ritz di Manchester.
La Progress iniziò quindi a muoversi da Londra, organizzando show in città come Birmingham, Newcastle, e anche tour negli Stati Uniti d'America. In particolare si ricordano per la grande affluenza Chapter 36 (We're Gonna Need a Bigger Room... Again), Chapter 55 (Chase The Sun) e Chapter 76 (Hello Wembley).

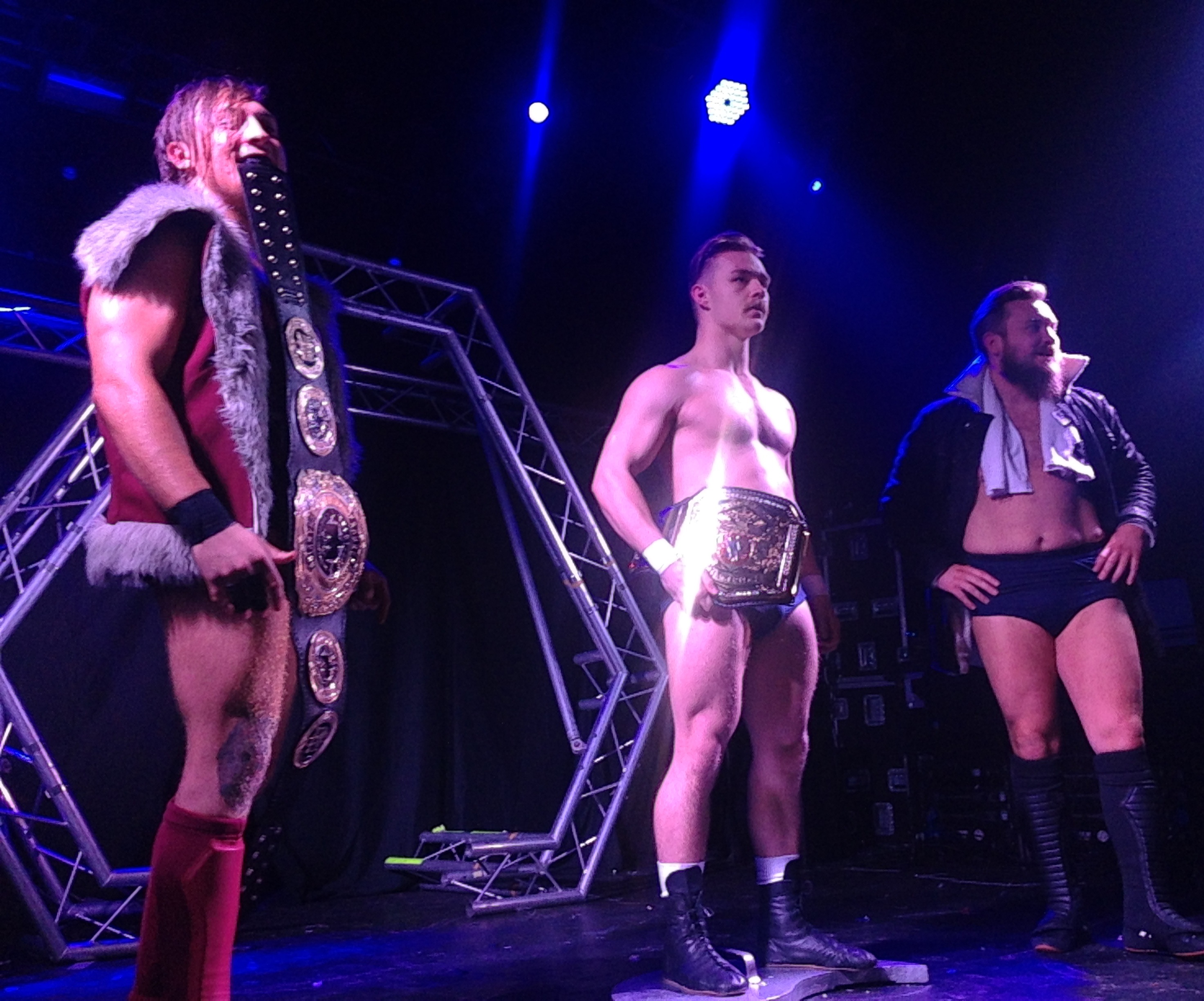
Il British Strong Style (da sx a dx Pete Dunne con la cintura di campione Progress, Tyler Bate e Trent Seven) è stata una stable fra le più rappresentative della Progress.

Molti wrestler anche non inglesi presero nel tempo parte agli show, fra cui si ricordano Zack Sabre Jr., Colt Cabana, Adam Cole, Prince Devitt, Tommaso Ciampa. Inoltre una proficua collaborazione con la WWE ha portato a mettere in scena alcuni match per decretare il primo WWE United Kingdom Champion e molti wrestler membri del roster di NXT UK sono ex Progress.
Il fondatore Jim Smallman era anche il carismatico presentatore e annunciatore degli incontri, tuttavia, a Chapter 91: Prog on The Tyne, Smallman annunciò la decisione di lasciare la Progress, andandosene ufficialmente dopo Chapter 100: Unboxing Live IV: A New Hope.
Come molte federazioni inglesi, ma anche al di fuori del suolo britannico, la Progress subì le conseguenze del noto Speaking Out Movement, dove molti wrestler furono accusati di molestie sessuali, fra cui uno dei campioni di coppia Jordan Devlin, ma anche altri come Marty Scurll e David Starr. Nel 2020 la pandemia di COVID-19 ha costretto a interrompere gli show, ricominciati poi un anno dopo nel febbraio 2021. Agli inizi del 2022 la Progress è stata acquistata de Lee McAteer e Martyn Brest.
Nel febbraio 2024 la Progress si è unita alla federazione indipiendente americana della DEFY Wrestling.

## Espansione
La Progress ha un suo servizio on demand, chiamato Demand Progress, lanciato nel gennaio 2017.
Inoltre, oltre alla sopracitata collaborazione con la WWE, la Progress ha avuto modo di organizzare show assieme alla Westside Xtreme Wrestling in Germania, ma anche in Australia grazie alla Explosive Pro Wrestling, Melbourne City Wrestling e Pro Wrestling Australia.
In America, oltre ad aver partecipato al Wrestlemania Axxess, grazie alla WWN e alla Defy Wrestling la Progress è arrivata sino a New Orleans, Chicago, Philadelphia e Detroit.

## Riconoscimenti

### Campioni
| Titolo                         | Campione           | Data           | Luogo      | Evento                     |
| ------------------------------ | ------------------ | -------------- | ---------- | -------------------------- |
| Progress World Championship    | Luke Jacobs        | 28 luglio 2024 | Londra     | The Devil on My Shoulder   |
| Progress Women's Championship  | Rhio               | 4 maggio 2025  | Londra     | Super Strong Style 16 2025 |
| Progress Atlas Championship    | Mike D Vecchio     | 27 luglio 2025 | Londra     | Stay Humble                |
| Progress Proteus Championship  | Paul Walter Hauser | 17 aprile 2025 | Las Vegas  | Progress in Las Vegas      |
| Progress Tag Team Championship | Lykos Gym          | 29 giugno 2025 | Manchester | Far From Ordinary People   |

### Tornei
| Nome                       | Ultimo Vincitore | Data             |
| -------------------------- | ---------------- | ---------------- |
| Natural Progression Series | Ricky Knight Jr. | 27 novembre 2022 |
| Super Strong Style 16      | Man Like Dereiss | 5 maggio 2025    |

## Personale

### Uomini

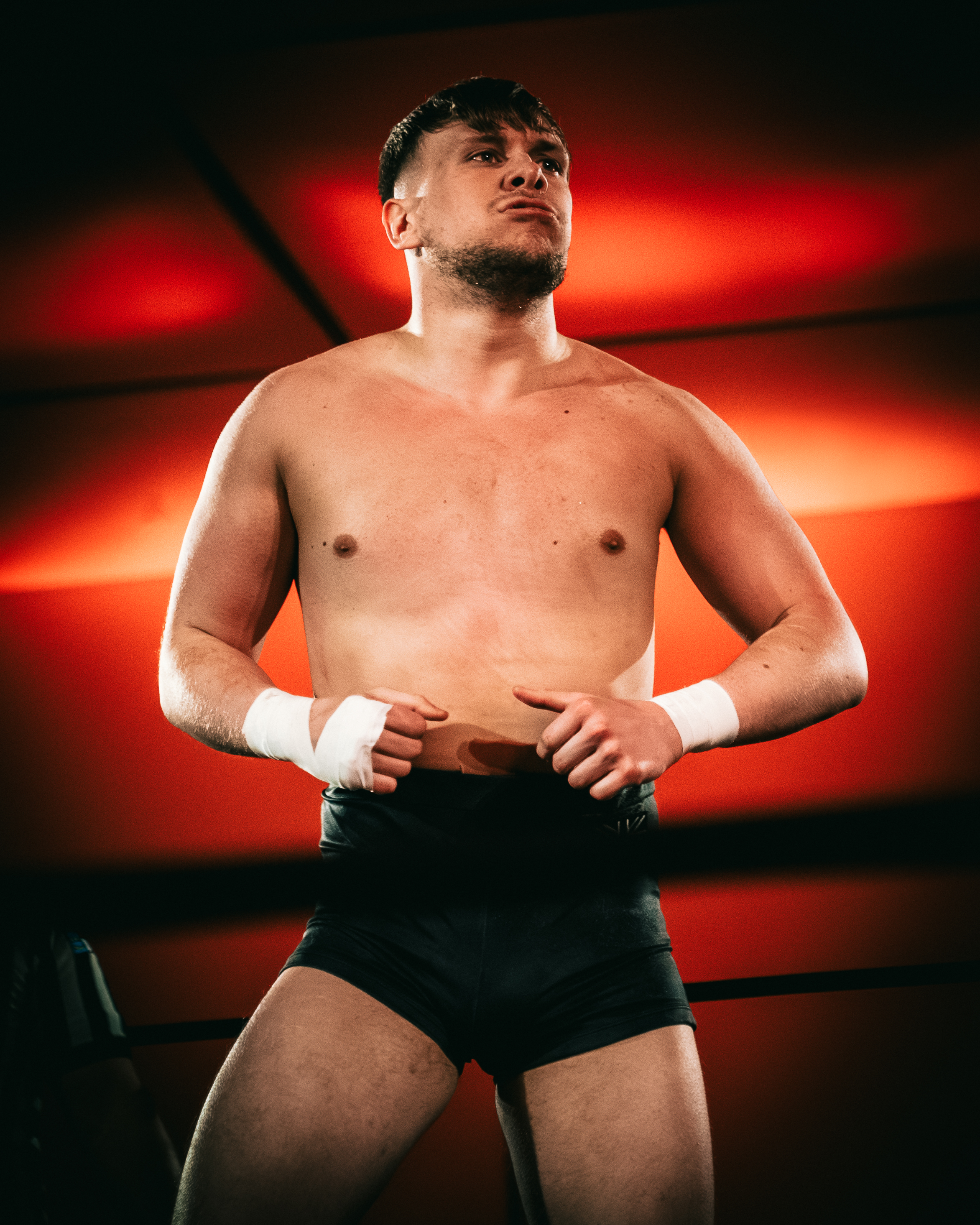
Luke Jacobs, Progress World Champion

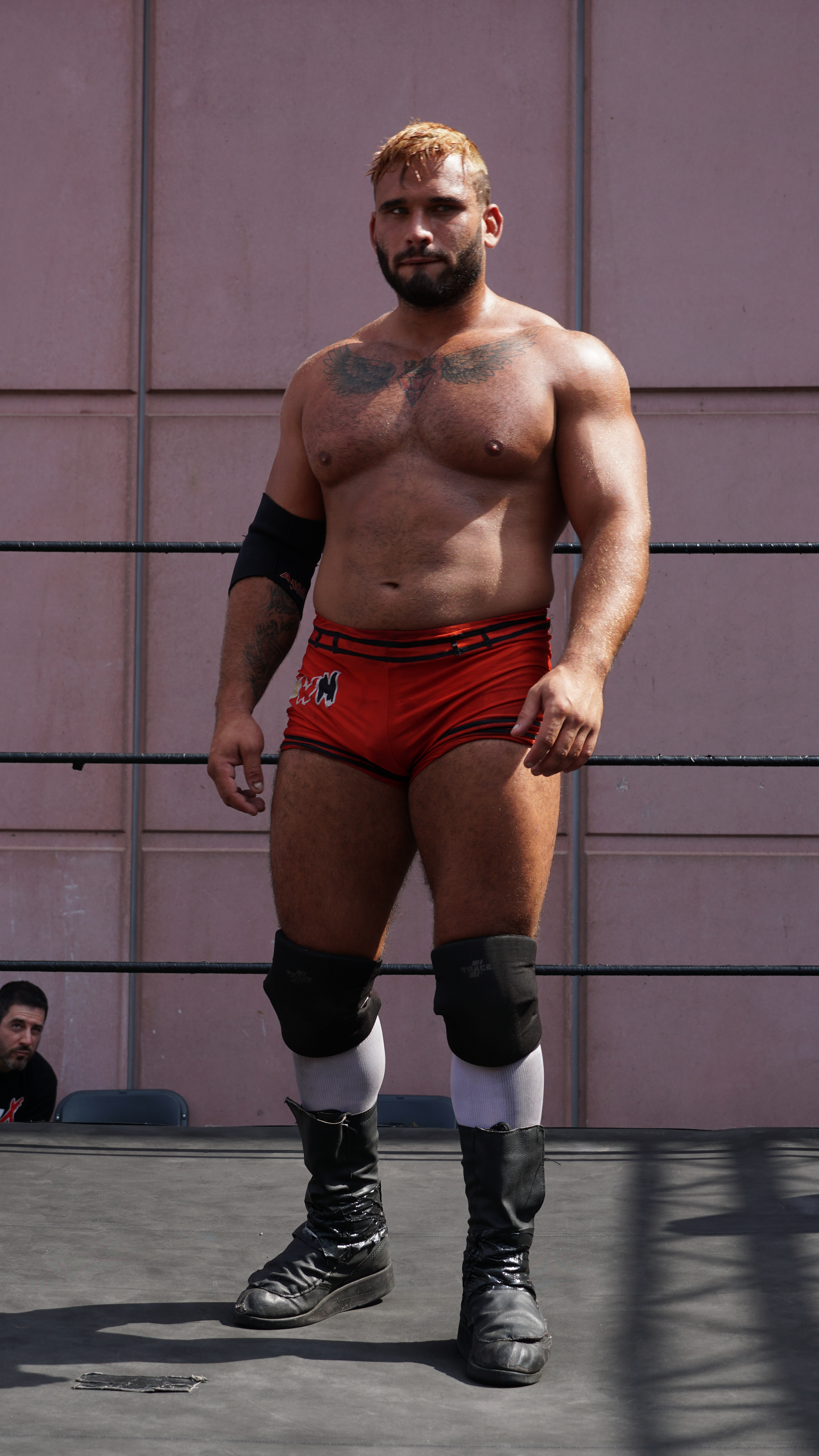
Mike D Vecchio, Progress Atlas Champion

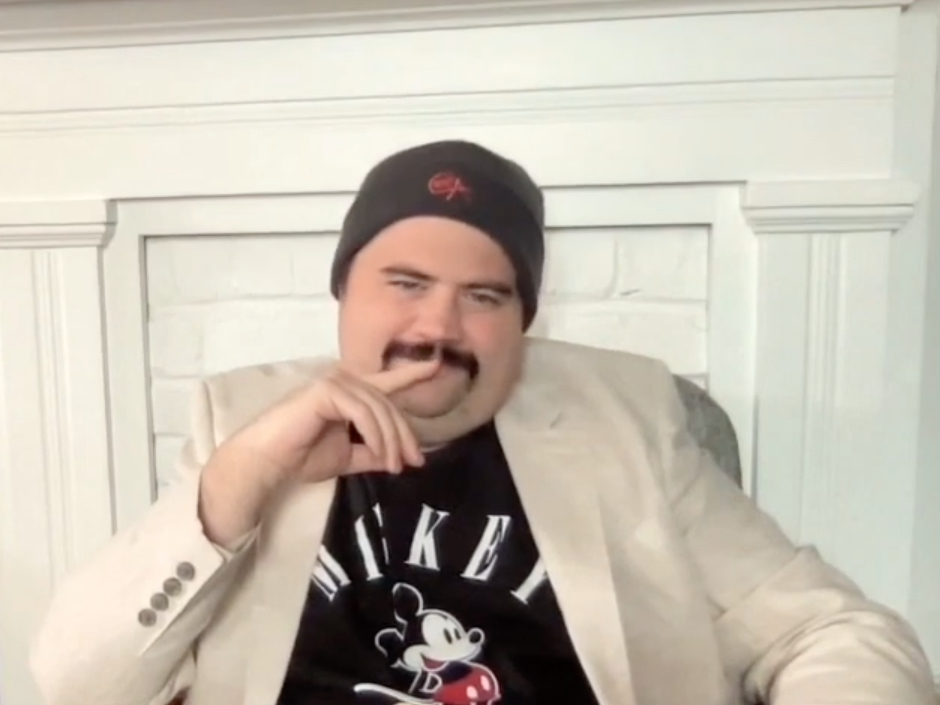
Paul Walter Hauser, Progress Proteus Champion

| Nome                 | Nome reale             | Note                       |
| -------------------- | ---------------------- | -------------------------- |
| 1 Called Manders     | Steven Manders         |                            |
| Aigle Blanc          | Cyril Coquerelle       |                            |
| Axel Tischer         | Axel Tischer           |                            |
| Big Damo             | Damian Mackle          |                            |
| Bullit               | Ben Pumffrey           |                            |
| Cara Noir            | Tom Dawkins            |                            |
| Charlie Sterling     | Charles Sterling       |                            |
| Charles Crowley      |                        |                            |
| Chuck Mambo          | Gareth Snelling        |                            |
| Connor Mills         |                        |                            |
| Eddie Dennis         | Eddie Dennis           |                            |
| Ethan Allen          |                        |                            |
| Flash Morgan Webster | Gavin Watkins          |                            |
| Gene Munny           | Paddy Townsley         |                            |
| Jack Bandicoot       |                        |                            |
| James Drake          | James Dowell           |                            |
| Kid Lykos            | Ethan Beach            | Progress Tag Team Champion |
| Kid Lykos II         | Joe Nelson             | Progress Tag Team Champion |
| Kieran Lacey         |                        |                            |
| Leon Slater          |                        |                            |
| Luke Jacobs          |                        | Progress World Champion    |
| Malik                |                        |                            |
| Man Like DeReiss     | Dereiss Gordon         |                            |
| Marcus Mathers       |                        |                            |
| Mark Andrews         | Mark Andrews           |                            |
| Mark Haskins         | Mark Haskins           |                            |
| Mark Trew            |                        |                            |
| Michael Oku          | Michael Oku            |                            |
| Mike D Vecchio       | Michael Vecchio        | Progress Atlas Champion    |
| Myles Kayman         |                        |                            |
| Nick Riley           |                        |                            |
| Nico Angelo          |                        |                            |
| Paul Robinson        |                        |                            |
| Paul Walter Hauser   | Paul Walter Hauser     | Progress Proteus Champion  |
| Ricky Knight Jr.     | Ricky Bevis            |                            |
| Rob Drake            |                        |                            |
| Simon Miller         | Simon Miller           |                            |
| Spike Trivet         | Simon Every            |                            |
| Tate Mayfairs        |                        |                            |
| TK Cooper            | Tasman Bartlett-Masina |                            |
| Trent Seven          | Ben Webb               |                            |
| Will Kroos           |                        |                            |
| Zack Gibson          | Jack Rea               |                            |
| Zozaya               |                        |                            |

### Donne

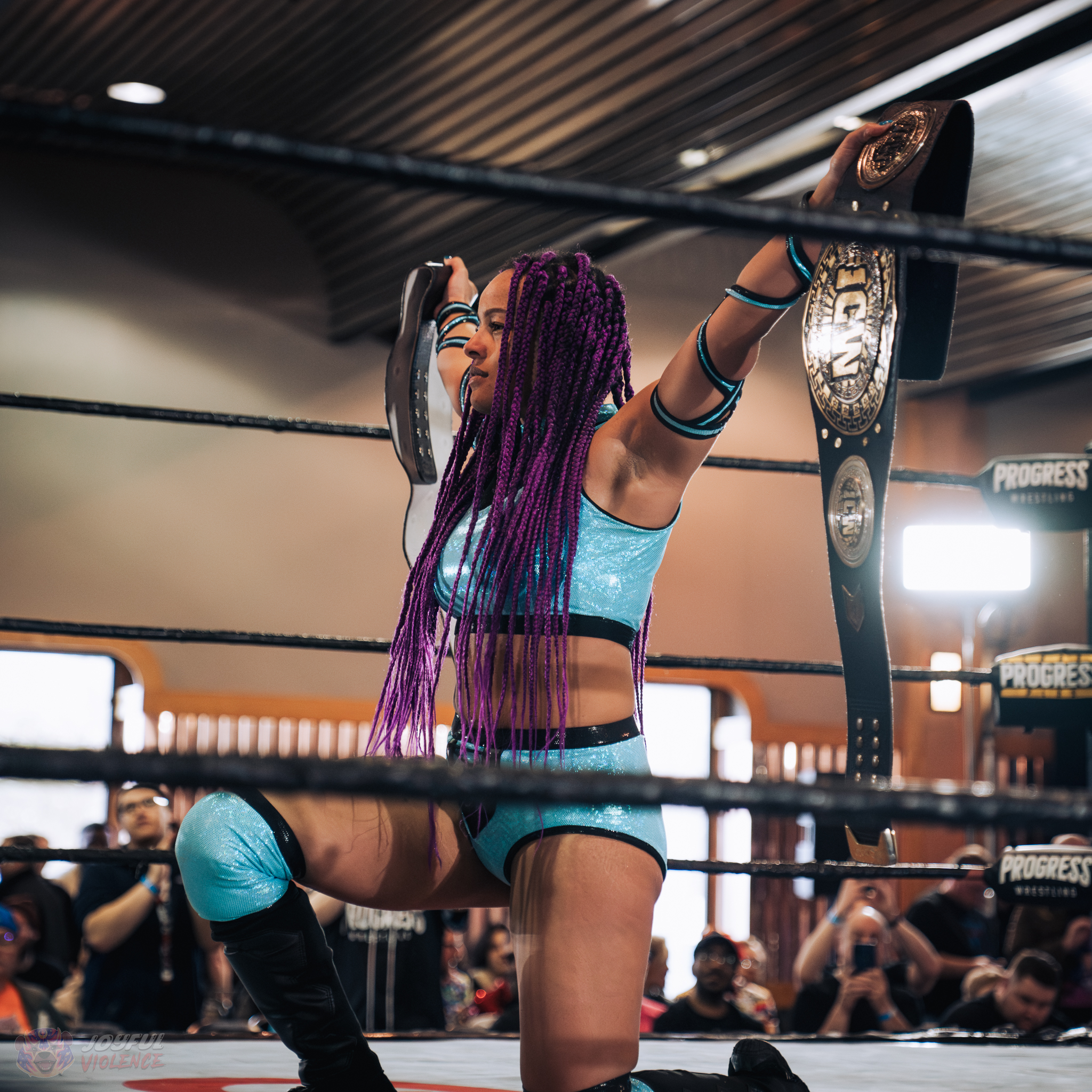
Rhio, Progress Women's Champion

| Nome                 | Nome reale      | Note                      |
| -------------------- | --------------- | ------------------------- |
| Allie Katch          | Allison Woodard |                           |
| Alexxis Falcon       |                 |                           |
| Emersyn Jayne        |                 |                           |
| Kanji                | Winona Makanji  |                           |
| LA Taylor            |                 |                           |
| Lana Austin          | Leann Austin    |                           |
| Lizzy Evo            |                 |                           |
| Millie McKenzie      | Millie McKenzie |                           |
| Nina Samuels         | Samantha Allen  |                           |
| Rayne Leverkusen     |                 |                           |
| Renee Michelle       |                 |                           |
| Rhio                 |                 | Progress Women's Champion |
| Session Moth Martina | Karen Glennon   |                           |
| Skye Smithson        | Skye Brookes    |                           |